# Suchitra Mitra
Suchitra Mitra (n. 19 de septiembre de 1934 - f. 3 de enero de 2011) fue una cantante y compositora india, así como una exponente muy respetada de Rabindra Sangeet, ya que ha interpretado temas musicakles inspiradas en el poeta bengalí Tagore Nobel Rabindranath. Como académica ha sido directora y profesora de la academia de música 'Rabindra Sangeet' en el  departamento de la Universidad de Rabindra Bharati por muchos años. Mitra era una cantante de playback o de reproducción, actuó en varias películas bengalíes y fue durante muchos años asociada con IPTA.
Mitra estudió en la Universidad de la Iglesia de Escocia, luego en la Universidad de Calcuta y en la Universidad de Visva-Bharati en Bengala Occidental. Ella también se ha mantenido en el sheriff de Calcuta (2001). Después de una enfermedad prolongada Mitra falleció de una dolencia cardíaca, el 3 de enero de 2011, en Calcuta.

## Lista de famosas canciones

### Canciones en Tagore
1. Maurauno Rey T(n)uhu Maumo Shyamo Somaan (1945)
2. Hridayer Ekul Okul Dukul Bheshey Jaay (1945)
3. Aamaar Ki Bedona shey ki jaano, Ogo Mita (1946)
4. Aaro Kichhukhaun na hoy boshiyo Paashey (1946)
5. Pub haaoaatey dey dola (1947)
6. Aar rekho naa aa(N)dhaarey (1947)
7. Naa chaahiley jaarey (1947)
8. Tor aapon jawney chha(D)bey (1947)
9. Desh desh nondito kauro (1947)
10. badal meghey madal baajey (1947)
11. Nrityero taaley taaley (1948)
12. Ogo kishore aaji (1948)
13. Jeebaun jaukhon shukaye jaay (1948)
14. Jodi tor daak shuney keu naa aashey taubey ekla chaulo rey (1948)
15. Shaarthok Janam Aamaar jonmechhi ei deshey (1948)
16. Aamaar sonaar baanglaa (1948)
17. Aami ki gaan gaabo jey bhebey naa paai (1949)
18. Okay bawl shokhi bawl (1949)
19. Kawkhon diley pauraaye (1949)
20. Neel nabaghawney (1949)
21. Kon Khyapa Sraabon chhutey elo aashwineri aanginaay (1950)
22. Aaj dhaaner khetey (1950)
23. Dyakho Dyakho Shuktaara A(n)khi meli chaay (1951)
24. Je kebol paaliye be(D)aay Drishti e(d)aay (1951)
25. Ei shaurat aalor kamal boney (1951)
26. Kon aalotey praaner prodip (1951)
27. Gaanguli mor saibaaleri dawl (1951)
28. Jaani jaani go din jaabey (1951)
29. Aamaar praaner maanush aachhey praaney (1952)
30. Aamaar mukti aaloy aaloy (1952)
31. Tomaar tuney aachhey (1952)
32. Megher koley koley jaay rey choley (1952)
33. Chhi Chhi, chokher jawley bhejashney aar maati (1953)
34. Jey tomaay chha(D)ey chaa(D)uk (1953)
35. Ebaar dukkho aamaar awsheem paathaar (1953)
36. Dukkher timirey jodi jawley (1953)
37. Arup Beena Ruper aa(D)aaley Lukiye Baajey (1954)
38. Aaj nobin megher sur legechhey (1954)
39. Bishwo jo(D)aa ph(N)aad petechho (1954)
40. Aamaar jawleyni aalo (1955)
41. Aamaarey b(N)aadhbi toraa (1955)
42. Dukkho jodi naa paabey to (1955)
43. Shawkol janam bhorey o mor daradiya (1955)
44. Sakhi oi bujhi b(N)aashi baajey (1955)
45. Ohey jeebanballava (1956)
46. Awbelaay jodi eshechho (1956)
47. Kothao aamaar haariye jaabaar (1956)
48. Pawthey jetey dekechhiley (1956)
49. Hriday aamaar prakash holo (1956)
50. Mori lo mori aamaay ba(n)shitey dekechhey ke (1957)
51. Aami jey aar shoitey paariney (1957)
52. Shawkaal belaar k(n)uri aamaar (1958)
53. Aami jey gaan gaai (1958)
54. Keno rey ei duaartuku (1958)
55. Megher paurey megh jomechhey (1958)
56. Jodi prem diley naa praaney (1958)
57. Deya neya phiriye deoa tomaay aamaay (1959)
58. Tumi kon bhangoner pauthey (1959)
59. Charan dhoritey diyo go aamaarey (Sometime in the 1950s)
60. Jagatey aanondojoggey (Sometime in the 1950s)
61. Nikatey dekhibo tomaarey (Sometime in the 1950s)
62. Tomaay gaan shunaabo (Sometime in the 1950s)
63. Tumi to shei jaabei choley (Sometime in the 1950s)
64. Neel digantey (Sometime in the 1950s)
65. Praaner praan jaagichhey (Sometime in the 1950s)
66. Jibaney aamaar jawto aanondo (Sometime in the 1950s)
67. Swapan jodi bhaangiley (Sometime in the 1950s)
68. Tomaar tuney aachhey o nithur (Sometime in the 1950s)
69. Bandhu raho raho shaathey (Sometime in the 1950s)
70. Tomaar moner ekti kautha (1960)
71. Diner belaay b(N)aashi tomaar (1960)
72. Purbachaler paaney taakaai (1960)
73. Bhebechhilem aashbey phirey (1960)
74. Krishnakoli aami taarei boli (1961)
75. Prabhu aaji tomaar dakshin haat (1961)
76. Prabhu bawlo bawlo kaubey (1961)
77. Puraano jaaniya cheyo naa (1961)
78. Aamaar aapon gaan (1962)
79. Aaj aakaasher moner kautha (1962)
80. Ei udaashi haaoyaar pauthey pauthey (1962)
81. Kawto jey tumi manohar (1962)
82. Phaaguner purnima elo kaar lipi haatey (1963)
83. Aaguner pauroshmoni (1963)
84. Dekhaa naa dekhaay meshaa (1963)
85. Aamaar maajhey tomari maya jaagaaley tumi kobi (1964)
86. Tobu Mone Rekho (1964)
87. Aaj taaraay taaraay (1964)
88. Likhauno Tomaar dhulaay hoyechhey dhuli (1965)
89. Tumi to shei jaabei choley (1965)
90. Sakhi aamaari duaarey (1965)
91. Himer raater oi gaugoner (1965)
92. Aaro Aaro probhu aaro aaro (1966)
93. K(n)adaar shomoy aulpo orey (1967)
94. Asrubhawraa bedona (1967)
95. Aaji jhau(D)er raatey (1967)
96. Ke dilo aabaar aaghaat (1967)
97. Dip nibey gechhey maumo (1967)
98. Ekdin chiney nebey taarey (1967)
99. Tumi jey aamaarey chaao (1967)
100. Raajpuri-tey baajaay b(N)aashi (1967)
101. Shukher maajhey tomaay dekhechhi (1968)
102. Oi rey tori dilo khuley (1968)
103. Phirbey naa taa jaani (1968)
104. Haar maanaaley go (1969)
105. Basantey aaj dhawraar chitta holo (1969)
106. Phaaguner purnimaa (1969)
107. Awnek diner moner maanush (1969)
108. Jhawro jhawro borishey (1969)
109. Naa b(N)aachaabey aamaay jodi (1969)
110. Jodi holo jaabaar kshawn (1969)
111. Baarey baarey peyechhi (1970)
112. Kaar milan chaao birohi (1970)
113. Keno nayan aapni bheshey jaay (1970)
114. Naai jodi baa eley tumi (1970)
115. Chokher jawley laaglo joar (1971)
116. Aamaar raat pohaalo (1971)
117. Aamaar sonaar baanglaa (1971)
118. Saarthok janam aamaar (1971)
119. Aay aay rey paagol (1971)
120. Tabo premsudharaushey (1971)
121. Brishtishesher haaoaa (1971)
122. Madhyadiner bijan baataayaney (1971)
123. Aamaay bhultey ditey naaki tomaar bhoy (1972)
124. Ogo aamaar sraabon megher kheya torir maajhi (1972)
125. Raakho raakho rey (1972)
126. Shaktirup hyaro t(N)aar (1972)
127. Nishidino chaaho rey t(n)aaro paaney (1973)
128. Shunya haatey phiri hey (1973)
129. Jautokhaun tumi aamaay boshiye raakho (1973)
130. Aamaar Bichaar tumi kauro (1973)
131. Pauth ekhauno shesh holo naa (1973)
132. Choliyaachhi grihopaaney khela dhula auboshaan (1973)
133. Aaji kon shurey b(n)aadhibo (1973)
134. Ekoda tumi priye (1973)
135. Tumi ushar sonaar bindu (1973)
136. Era paurkaay aapon kaurey (1973)
137. Awshim dhawn to aachhey (1974)
138. O aashaa(D)er purnimaa aamaar (1974)
139. Kee dibo tomaay (1974)
140. Sheydiney aapod aamaar jaabey ketey (1974)
141. Ghaatey boshey aachhi aanmawnaa (1975)
142. Shawb nitey chaai shawb nitey dhaai (1975)
143. Aa(N)dhaar raatey eklaa paagol (1975)
144. Gaurab maumo horechho (1975)
145. Maurauno rey t(N)uhu maumo (Bhanusingher Padabali) (1975)
146. Ogo pawther shaathi (with Kanika Banerjee and Hemanta Mukherjee) (1976)
147. Gaaner surer aashawnkhaani (1976)
148. Pawth diye ke jaay go choley (with Kanika Banerjee) (1976)
149. Choli go choli go (with Kanika Banerjee and Hemanta Mukherjee) (1976)
150. Tomaar baash kothaa jey pothik (with Kanika Banerjee and Hemanta Mukherjee) (1976)
151. Shey kon paagol jaay (1976)
152. Aami pawth bholaa ek pothik (with Kanika Banerjee and Hemanta Mukherjee) (1976)
153. Orey ki shunechhish ghumer ghorey (with Kanika Banerjee) (1976)
154. Ke bawley jaao jaao (with Hemanta Mukherjee) (1976)
155. Ebaar elo shomoy (1977)
156. Aamaar nayan tomaar nayan-tauley (1977)
157. Kawto ajaanaarey jaanaailey tumi (1977)
158. Beena baajaao hey (1977)
159. Sahaj hobi sahaj hobi (1977)
160. Phaagun haaoyaye ran(g)ey ran(g)ey (1978)
161. Kh(n)aachaar paakhi chhilo sonar kh(n)aachaatitey (1978)
162. Aamaarey kawro jeebaundaan (1978)
163. Bela gelo tomaar pauth cheye (1978)
164. Roilo boley raakhley kaarey (1978)
165. Aamaarey kawro tomaar beenaa (1978)
166. Andhajawney deho aalo (1978)
167. Din jaay rey (1978)
168. Krishnakoli aami taarei (1978)
169. Shudhu tomaar baani (1978)
170. Aamaay bolo naa gaahitey (1978)
171. Ogo kishore aaji (with Arghya Sen) (1978)
172. Neel anjan ghawno (with Arghya Sen) (1978)
173. Daakey baarbaar (1978)
174. Tumi aapni jaagaao morey (1979)
175. Maajhey maajhey tawbo dekhaa paai (1979)
176. Shaarthoko kauro Sadhan (1979)
177. Prabhu tomaar beena jemni baajey (1979)
178. Shawkaal sh(n)aajey dhaay (1979)
179. Shawmukhey shanti paaraabaar (1979)
180. Duaar more pawthopaashey (1979)
181. Prabhat aalorey more (1979)
182. Daarun agnibaaney rey (1979)
183. Oi jey jhaw(D)er megher koley (1979)
184. O manjari o manjari aamer manjari (1979)
185. B(n)aashi aami baajaaini ki (1979)
186. Aamaar jeerno paataa jaabaar belaay (1979)
187. Nutan praan daao (1980)
188. Jethaay thaakey shaubaar audhaum (1980)
189. Nomi nomi chaurauney (1980)
190. Aamaar aa(n)dhaar bhaalo (1980)
191. Jaagitey haubey rey (1980)
192. Ke go auntaurotauro shey (1980)
193. Naa rey naa rey haubey naa tor shaurgoshaadhon (1980)
194. Aamaar jaabaar belaatey (1980)
195. Chhutir b(n)aashi baajlo (1980)
196. Aaj taaler boner kaurotaali (1980)
197. Maumo mono upobauney (1980)
198. Tomaar naam jaaniney shur jaani (1980)
199. Raung laagaaley bauney bauney (1980)
200. Doshi kauro aamaay (1980)
201. Gopaun praaney eklaa maanush (1980)
202. Orey bhaai mithya bhebo naa (1980)
203. Jodi prem diley naa praaney (1981)
204. Gaanguli more shoibaaler-i dawl (1981)
205. Tumi to shei jaabei choley (1981)
206. Shokhi aamaari duaarey keno aashilo (1981)
207. Megher paurey megh jomechhey (1981)
208. Purbaachawl-er paaney taakaai (1981)
209. Chhi Chhi chokher jawl-ey (1981)
210. Aaji ey aanondoshondhya (with Kanika Banerjee) (1981)
211. Tomaarey jaaniney hey (1982)
212. Ekhono ghor bhaangey naa tor jey (1982)
213. Khauto jawto khoti jawto (1982)
214. Ei molin baustro chha(D)tey haubey (1982)
215. Prochondo gaurjauney aashilo eki durdin (1982)
216. Aamaar pauthey pauthey paathor chau(D)aano (1982)
217. Ei aashaa jaaoaar kheyar kuley aamaar baa(D)i (1982)
218. Paantho tumi paantho jauner shaukha (1982)
219. Aamaar ekti kautha b(n)aashi jaaney (1982)
220. Oi bujhi kaalboishaakhi (1982)
221. Bujhi elo bujhi elo orey praan (1982)
222. Ei sraaboner buker bhitor aagun aachhey (1982)
223. Shauhosha daalpaala tor utaulaa jey (1982)
224. Bhaanglo haashir b(n)aadh (1982)
225. Kothaay phirish pauraum shesher awnyeshauney (1982)
226. Aamaay bolo na gaahitey (1982)
227. Ogo aamaar sraabon-megher (1982)
228. Aami sraabon-aakaashey oi (1982)
229. Jhawrey jhawro jhawro (1982)
230. Mawmo dukkhero shadhan (1982)
231. Shawkaal belaar k(n)uri aamaar (1982)
232. Shesh belaakaar shesher gaaney (1982)
233. Kon puraatan praaner taaney (1982)
234. Baadal meghey madal baajey (1982)
235. Ei sraabon bela baadol jhawraa (1982)
236. Aamaar nishithraater baadoldhaaraa (1982)
237. Awnek kawthaa bolechhilem (1982)
238. Prem eshechhilo (1983)
239. Paantho ekhono keno (1983)
240. Hey nikhilbhaarodhaarono biswabidhaataa (1983)
241. Tomaari modhuro rupey (1983)
242. Ki phul jhorilo (1983)
243. Aakaash hotey khoshlo taaraa (1983)
244. Ei kauthaataai chhilem bhuley (1983)
245. Jey torey paagol bauley (1983)
246. Mone jey aasha loye eshechhi (1983)
247. Aamaarey tumi awshesh korechho (1983)
248. Jodi ay aamaaro (1983)
249. Tumi khushi thaako (1983)
250. Ekhono ghor bhangey naa tor jey (1983)
251. Aaponaarey diye rochilirey ki ay (1983)
252. Dukkho aamaar awsheem paathaar paar holo jey (1983)
253. Rupsaagorey dub diyechhi arup ratan aashaa korey (1983)
254. Jawkhon tumi ba(a(n)dhchhiley taar (1983)
255. Aamaar pawthey pawthey paathor chho(D)aano (1983)
256. Ebaar neerawb korey daao (1983)
257. Aay aay rey paagol bhulbi rey chawl (1983)
258. Shawpawnpaarer daak shunechhi (1983)
259. Graam chhaa(D)aa oi (1983)
260. Aakaash hotey aakaash pawthey (1983)
261. Oi shaagorer dheuey dheuey (1983)
262. Naa hoy tomaar jaa hoyechhey (1983)
263. Jawkhawn po(D)bey naa more paayer chinho (1983)
264. Aamaakey jey ba(n)dhbey dhorey (1983)
265. Aami phirbo naa rey (1983)
266. Aamaarey baa(n)dhbi tora (1983)
267. Tomaar shonaar thaalaay (1984)
268. Graam chhaa(D)aa oi (1984)
269. Aahaa tomaar shaungey (1984)
270. Tumi daak diyechho kon shaukaaley (1984)
271. Shaubaai jaarey shaub diyechhey (1984)
272. Ekhono gelona aa(n)dhaar (1984)
273. Aami maarer shaagor paari debo (1984)
274. Bhaalobaashi bhaalobaashi (1984)
275. B(n)edhechhi kaasher guchchho (1984)
276. B(n)aachaan b(n)aachi maaren mori (1984)
277. Aamraa shaubaai raajaa (1984)
278. Kothin loha kothin ghumey (1984)
279. Bhaalo maanush noirey mora (1984)
280. Aaguney holo aagunmoy (1984)
281. Naumo jauntro naumo jauntro (1984)
282. Poush toder daak diyechhey (1984)
283. Purbo gaugauno bhaagey (1984)
284. Bujhechhi ki bujhi naai (1984)
285. Jey thaakey thaak naa dwaarey (1984)
286. Shey jey moner maanush (1984)
287. Aamaay mukti jodi daao (1984)
288. Aapni aamaar konkhaaney (1984)
289. Borisho dhauraa maajhey shaantir baari (1984)
290. B(n)aadhon chh(n)e(D)aar shaadhon haubey (1984)
291. Aapni aubaush holi (1984)
292. Naa hoy tomaar jaa hoyechhey (1984)
293. Ei sraabonbela (1984)
294. Shiuli photaa phurolo jei (1984)
295. Basanta taar gaan likhey jaay (1984)
296. Tumi kon kaanoner phul (1984)
297. Shey jey baahir holo aami jaani (1984)
298. Din paurey jaay din (1984)
299. Jodi tor daak shuney keu (1984)
300. Shaarthoko jawnawm aamaar (1984)
301. Chitta pipashito rey (1986)
302. Gaaney gaaney taubo bandhan jaak tutey (1986)
303. Nauho maata nauho konya (1986)
304. Shey aashey dheerey (1986)
305. Kyano baajaao k(n)aakono kaunokauno (1986)
306. Monomondiro shundari (1986)
307. Nishi naa pohaatey (1986)
308. Shei bhaalo shei bhaalo (1986)
309. Aami chini go chini (1986)
310. Krishnakoli aami taarei boli (1986)
311. O dyakha diye jey choley gyalo (1986)
312. Taar haatey chhilo (1986)
313. Ogo pau(D)oshini (1986)
314. Jaabaar belaay shesh kauthaati jaao boley (1986)
315. Jey chhilo aamaar swapanochaarini (1986)
316. Aami Chitrangada (1986)
317. Bela gelo tomaar (1986)
318. Prabhu tomaa laagi (1986)
319. Tora shunishniki (1986)
320. Jodi tomaar dekhaa naa paai (1986)
321. Shakal janam bhorey o mor dawrodiya (1986)
322. Shawkaal Sh(n)aajey dhaay (1986)
323. Aami aachhi tomaar shawbhaar (1986)
324. Orey aagun aamaar bhaai (1986)
325. Pushpa diye maaro jaarey (1986)
326. Kon khela jey khelbo kawkhon (1986)
327. Aa(n)dhaar raatey eklaa paagol (1986)
328. Jaani jaani go din jaabey (1986)
329. Aakaash-bhawra shurja-taaraa (1986)
330. Kaannaa-haashir dol dolaano (1986)
331. Shei to aami chaai (1986)
332. Paataar bhelaa bhaashaai (1986)
333. Pauthey choley jetey jetey (1986)
334. Aamaar ei pawth chaoatei aanondo (1986)
335. Klaanti aamaar khawma kawro prabhu (1986)
336. Shesh naahi jey (1986)
337. Madhur tomaar shesh jey naa paai (1986)
338. Ghoraa rajani (1986)
339. Jaya jaya pawroma nishkriti hey (1986)
340. Jetey jodi hoy haubey (1986)
341. Aamaar shesh paa(D)aanir ko(D)i (1986)
342. Tumi hauthaat haaoyaaey bheshey aashaa dhawn (1986)
343. Maalaa hotey khoshey pau(D)aa (1986)
344. Sukhey aamaay raakhbey keno (1986)
345. Awchena-ke bhoy ki aamaar orey (1987)
346. Ebaar rongiye gelo hridoy gagan (1987)
347. Keno jey mon bholey (1987)
348. Paagol jey tui (1987)
349. Kee paaini (1987)
350. Maru bijayer ketan u(D)aao (1987)
351. Sraaboner pauboney aakul (1987)
352. Kothaay aalo kothaay oray aalo (1987)
353. Jawtobaar aalo jaalaatey chaai (1987)
354. Aamaarey b(N)aadhbi toraa (1988)
355. Orey orey orey aamaar mon metechhey (1988)
356. Keno tomraa aamaay daako (1988)
357. Chhutir b(N)aashi baajlo (1988)
358. Tumi aamaay dekechhiley chhutir nimontroney (1988)
359. Peyechhi chhuti bidaay deho bhaai (1988)
360. Purbachaler paaney taakaai (1989)
361. Aakaashey aaj kon chauroner aashaa-jaaoa (1989)
362. Pothik pauraan chaul (1989)
363. Ey pauthey aami jey (1989)
364. Dinguli mor shonaar kh(n)aachaay roilonaa (1989)
365. Kaar jyano ei moner bedon (1989)
366. Shaukaalbelaar k(n)uri aamaar (1989)
367. Ebaar bujhi bholaar bela holo (1989)
368. Taar bidaaybelaar maalaakhani (1989)
369. Dhushaur jibauner godhulitey (1989)
370. Anekdiner aamaar jey gaan (1989)
371. Ey pauth gechhey (1989)
372. Ei moumaachhider ghaur chhaa(D)aa (1989)
373. Tomaay gaan shonaabo (1989)
374. Dinantabelaay (1989)
375. Baajey baajey ramyabeena (1989)
376. Baajeyrey baajey damaru baajey (1989)
377. Aaji ey aanondoshondhya (with Ustad Amjad Ali Khan, Rama Mondal and Sudeshna Mukhopadhyay) (1990)
378. O aamaar ch(n)aader aalo (with Ustad Amjad Ali Khan) (1990)
379. Kon khela jey khelbo kaukhon (with Ustad Amjad Ali Khan, Rama Mondal and Sudeshna Mukhopadhyay) (1990)
380. Phirey phirey daak dekhi rey (with Ustad Amjad Ali Khan) (1990)
381. Aar naairey bela (with Ustad Amjad Ali Khan) (1990)
382. Jodi tor daak shuney keu (with Ustad Amjad Ali Khan, Rama Mondal and Sudeshna Mukhopadhyay) (1990)
383. Mone aachhey shei ekdin (1990)
384. Aamaarey kauro tomaar beena (1990)
385. Phul tulitey bhul korechhi (1990)
386. Naai jodi baa eley tumi (1990)
387. Aamaar pauraan jaaha chaay (1990)
388. Jawleni aalo (1990)
389. Haay go, byathay kautha (1990)
390. Kyano aano basantanishithey (1990)
391. Mukhopaaney cheye dekhi (1990)
392. Phirbenaa taa jaani (1990)
393. Tumi mor paao naai porichoy (1990)
394. Dwip nibey gechhey maumo (1990)
395. Chiniley na aamaarey ki (1990)
396. Ekdin chiney nebey taarey (1990)
397. Din abashaan holo (1991)
398. Orey maajhi orey aamaar (1991)
399. Aaro kauto durey (1991)
400. Tomaaro ausheemey (1991)
401. Aachhey dukkho aachhey mrityu (1991)
402. Deergho jeebanpauth (1991)
403. Kyano rey ei duaartuku (1991)
404. Rajanir shesh taara (1991)
405. Jey raatey mor duaarguli (1991)
406. Orey aagun aamaar bhaai (1991)
407. Tomaar kaachhey ey baur maagi (1994)
408. Aamaar dhaalaa gaaner dhaaraa (1994)
409. Gaan aamaar jaay bheshey jaay (1994)
410. Shomoy kaaro jey naai (1994)
411. Aamaar raat pohaalo (1994)
412. Emni korei jaay jodi din jaaknaa (1994)
413. Tomaari jharnatalar nirjauney (1994)
414. Aashaa jaaoaar pauther dhaarey (1994)
415. Diye genu basanter ei gaankhaani (1994)
416. Aamaar ekti kautha b(n)aashi jaaney (1994)

### Canciones de películas de Tagore
1. Jodi tor daak shuney keu - Sandipan Pathshala (1949)
2. Ei korechho bhaalo - Kamana (1949)
3. Deko naa aamaarey - Kamana (1949)
4. Orey bhaai phaagun legechhey - Ananya (1949)
5. Amader jatra holo suru - Ananya (1949) (with Kanan Devi)

### Otras canciones de Suchitra Mitra
1. Tomaay aamaay kshanek - Aadhunik (1948)
2. Phirey tumi aashbey - Aadhunik (1948)
3. Bande mataram - Jatiya Sangeet (1948)
4. Shei Meye - Aadhunik (Salil Chowdhury) (1950)
5. Shei Meye - Aadhunik (Salil Chowdhury) (1967)
6. Dhanya aami jonmechhilaam - IPTA-r gaan (1951)
7. Aamaader naanaan mautey - IPTA-r gaan (1951)
8. Aaj baanglaar bukey - IPTA-r gaan (1954)
9. Kothaay sonaar dhaan - IPTA-r gaan (1954)
10. O Aalor Pothojatri - IPTA-r gaan (with Debabrata Biswas)
11. Ekaa more gaaner tori - Atulprasad (1957)
12. Ke tumi boshi nodikuley - Atulprasad (1957)
13. Ch(N)aadini raatey ke go - Atulprasad (1958)
14. Ke jeno aamaarey baarey baarey - Atulprasad (1958)
15. Ke aabaar baajaay b(N)aashi - Atulprasad (1959)
16. Shey daakey aamaarey - Atulprasad (1959)
17. Eki moher chholonaa - Jyotirindranath-er gaan (1976)

### Tagore Dance Dramas / Rabindra Nritya Natya
1. Chandalika (Prakriti) (1948)
2. Shaapmochan (Kamalikaa) (1966)
3. Baalimiki Pratibhaa (Baalikaa/Saraswati) (1967)
4. Chitrangadaa (Kurupaa Chitraangadaa) (1974)
5. Shakuntala